# Sammlung Thomas Walther
Die Thomas Walther Collection ist eine Sammlung moderner Fotografien, die vom Museum of Modern Art als „wichtigste private Fotosammlung“ der Welt bezeichnet wurde.

## Geschichte
Thomas Walther (* 1949) ist ein deutscher Kunstsammler. Der Schwerpunkt seiner Fotografie-Sammlung liegt zwischen dem Ersten und dem Zweiten Weltkrieg.
Im Jahr 2000 stellte das Metropolitan Museum Walthers Sammlung von Flohmarkt-Funden unter dem Titel Other Pictures: Vernacular Photographs From the Thomas Walther Collection aus und wurde damit eines der ersten Museen weltweit, das anonyme Schnappschüsse in einem kunsthistorischen Kontext ausstellte.
Nachdem das Museum of Modern Art 2001 über 300 Fotografien aus der Thomas Walther Collection für seinen Sammlungsbestand erworben hatte, präsentierte es 2015 mit der Ausstellung Object: Photo. Modern Photographs: The Thomas Walther Collection 1909–1949 das Ergebnis eines vierjährigen Forschungs- und Konservierungsprojekts, bei dem erstmals die komplette Sammlung von einem Team aus über zwei Dutzend führenden internationalen Fotografie-Experten aufgearbeitet wurde.
Die Thomas Walther Collection beinhaltet sowohl außergewöhnliche Werke unbekannter Fotografen als auch Arbeiten von Künstlern wie beispielsweise Edward Weston, Henri Cartier-Bresson, Man Ray, Berenice Abbott, Walker Evans, Paul Strand, Alfred Stieglitz und Edward Steichen.